# Spoorlijn Einbeck - Einbeck Mitte
De spoorlijn Einbeck - Einbeck Mitte is een Duitse spoorlijn in Nedersaksen en is als spoorlijn 1824 onder beheer van DB Netze. Het gedeelte tussen Einbeck Mitte en Dassel was onder beheer als spoorlijn 9182.

## Geschiedenis
Het traject werd door de Braunschweigische Eisenbahngesellschaft geopend in 1879. Al snel na de opening was er interesse om de lijn te verlengen naar Solling, de staat had hier echter geen interesse in werd de private onderneming Ilmebahn AG opgericht en op 20 december 1883 werd de spoorlijn naar Dassel geopend. Dit stuk werd opgebroken tussen 2002 en 2004.
Tot 1975 heeft er personenvervoer plaatsgevonden. In 2005 werd de lijn overgenomen door de Ilmebahn die thans het goederenvervoer verzorgt. Het plan was om de lijn in de winter van 2017 weer in gebruik te nemen voor personenvervoer. Dit plan is uiteindelijk werkelijkheid geworden in  december 2018.

## Aansluitingen
In de volgende plaatsen is of was er een aansluiting op de volgende spoorlijnen:
Einbeck-Salzderhelden
DB 1732, spoorlijn tussen Hannover en Kassel
Einbeck
DB 9182, spoorlijn tussen Einbeck en Dassel